# Wassili Alexejewitsch Rtischtschew
Wassili Alexejewitsch Rtischtschew (russisch Василий Алексеевич Ртищев; * 1705 im Dorf Kutukowo bei Kaschira, Gouvernement Tula; † 1780 in St. Petersburg) war ein russischer Marine-Offizier und Polarforscher.

## Leben
Rtischtschew stammte aus einer Landkleinadelsfamilie. Er begann 1720 seine Ausbildung an der Akademie der Marine-Garde in St. Petersburg. Für seinen Lebensunterhalt führte er verschiedene Arbeiten durch. Ab 1726 fuhr er als Steuermann-Lehrling auf Schiffen der Baltischen Flotte. Im Januar 1730 wurde er zum Untersteuermann befördert. Er diente auf Linienschiffen und beherrschte den Hafendienst und den Linienschiffbau.
Rtischtschew wurde 1733 zum Steuermann befördert und der Zweiten Kamtschatkaexpedition zugeteilt. Im Oktober 1734 kam er in Jakutsk an und wurde Steuermann auf dem Zweimaster Irkutsk des von Pieter Lassenius geleiteten Lena-Kolyma-Kommandos, das von der Lena-Mündung nach Osten bis zur Kolyma-Mündung vordringen sollte. 1735 verließ die Irkutsk Jakutsk, um die Lena hinab in den Arktischen Ozean zu fahren und dann entlang der Küste durch die Beringstraße Kamtschatka zu erreichen. Mitte August verhinderte das Eis die Weiterfahrt, sodass das Schiff im Süden der Laptewsee zur Überwinterung in der Buor-Chaja-Bucht in die Chara-Ulach-Mündung fuhr. Aus Treibholz wurden Baracken, eine Küche und ein Badehaus gebaut. Wegen der geringen Höhe des Ortes wurde das Lager im September an mehreren Tagen überflutet. Wegen der fehlenden Lebensmittelversorgung halbierte Lassenius die Essensrationen, worauf es zu Skorbuterkrankungen kam. Es kam zu Streitigkeiten, und es drohte ein Aufstand. Die Mannschaft bemerkte, dass der Unteroffizier B. Rosselius heimlich mit Schiffszwieback handelte und einen Matrosen misshandelt hatte, so dass sie ein Gerichtsverfahren gegen Rosselius forderte. Lassenius lehnte ab. Das Kommando wurde dem Steuermann Rtischtschew angeboten, der ablehnte, weil für Meuterei die Todesstrafe drohte. Lassenius blieb Kommandeur, Rosselius wurde verhaftet, und es gab wieder die normale Essensration. Während der Überwinterung starben 36 Mann und als Erster Lassenius an Skorbut. Rtischtschew übernahm das Kommando und schickte einen Boten mit der Meldung der Notlage zum Expeditionsleiter Vitus Bering. Im Frühjahr 1736 schickte der neue Leiter des Lena-Kolyma-Kommandos Dmitri Laptew eine 14-Mann-Truppe zur Rettung der überlebenden 9 Männer, die nach Jakutsk und dann nach Ochotsk gebracht wurden.
Im Juni 1737 wurde Rtischtschew mit Ukas Vitus Berings in das von Martin Spangberg geleitete Süd-Kommando versetzt. In Ochotsk erstellte er eine Dokumentation der Küsten und organisierte die Ausrüstung und Versorgung der Spangberg-Expedition. Er erstellte Karten und lehrte die Soldaten Lesen und Schreiben.
Rtischtschew wurde 1741 zum Mitschman befördert. 1742 nahm er auf der Segel-Ruder-Doppelsloop Nadeschda an der Fahrt des Spangberg-Kommandos zu den Kurilen teil. Er dokumentierte einen Teil der Küste des Ochotskischen Meers, er fuhr in die Meerenge, die über 40 Jahre später nach Jean-François de La Pérouse benannt wurde, und er kartierte die Schantarinseln und die Ostküste Sachalins.
Nach dem Ende der Zweiten Kamtschatkaexpedition 1743 diente Rtischtschew in Ochotsk und dann in Irkutsk. 1751 wurde er Leutnant. Anfang 1754 stellte er in Tomsk ein Marine-Kommando für die von Fjodor Soimonow geleitete geheime Nertschinsk-Expedition, die das Ackerbauland an der Schilka von Nertschinsk bis zur Mündung in den Amur dokumentieren und die Fahrrinne der Schilka vermessen sollte. Im März 1754 wurde Rtischtschew Kapitänleutnant. Im September 1754 begann die Expedition die Untersuchungen an Schilka und Argun, aber Rtischtschew blieb auf  Anordnung des Gouverneurs von Sibirien Wassili Mjatlew in Tomsk.
Als es bei Ochotsk zu häufigen Schiffbrüchen kam, wurde Rtischtschew 1757 nach Ochotsk geschickt, um den dortigen Hafenkommandanten A. N. Sybin zu ersetzen. Dieser hielt jedoch an seinem Amt fest, solange das St. Petersburger Admiralitätskollegium noch nicht entschieden hatte. 1758 wurde Rtischtschew zum Kapitän 3. Ranges befördert, und 1760 wurde er offiziell Kommandant des Ochotsker Hafens. Im Auftrag des Gouverneurs von Irkutsk untersuchte er sorgfältig die Gründe für die Schiffbrüche und führte die nötigen Maßnahmen durch. Während seiner vierjährigen Amtszeit kam es zu keinem Schiffbruch. Zur Verschönerung des Hafens ließ er einen Turm auf vier Säulen errichten, der Rtischtschews Denkmal genannt wurde. 1764 wurde der Hauptkommandant des Ostrogs Anadyr Oberstleutnant Friedrich Plenisner zum Ochotsker Hafenkommandanten ernannt, während Rtischtschew Assistent des Hafenkommandanten für den Marine-Teil wurde.
1776 kehrte Rtischtschew nach St. Petersburg zurück und beantragte seinen Ruhestand.

Nach Rtischtschew wurde ein Fluss auf Sachalin benannt.